# Humankapital
För andra betydelser, se Kapital (olika betydelser).
Humankapital är människors utbildning, färdigheter, talanger samt kompetenser. Även hälsa räknas in ibland. Termen är vanlig inom kunskapsintensiva områden, där det är angeläget att bibehålla, eller att fortsätta höja humankapitalets nivåer, genom undervisning och utbildning – detta för att stimulera den ekonomiska tillväxten.

## Definition och varianter
Ur ett nationalekonomiskt perspektiv börjar humankapitalet formas under den formella skolutbildningen, och fortsätter sedan genom livet, som ett livslångt lärande via arbetslivserfarenhet. Ett större humankapital gör att en person kan producera mer och därigenom också få en högre lön. Det ligger alltså i personers och nationers intresse att nå upp till ett högt humankapital, genom investeringar i utbildning innan arbetslivet och genom erfarenheter och kompetensutveckling under den yrkesverksamma tiden. Forskning rörande humankapital brukar betraktas som en del av det arbetsmarknadsekonomiska forskningsfältet.
Begreppet humankapital är intimt förknippat med nationalekonomen Gary Becker och hans bok Human Capital vilken citerats över 60 000 gånger enligt Google Scholar. Begreppet myntades dock ej av Gary Becker. En av de centrala tankarna är att utbildning är en form av investering där den som funderar på att utbilda sig väger framtida kostnader och intäkter mot varandra. Kostnaden består framförallt av förlorad arbetsinkomst under utbildningstiden. Intäkten kommer av att lönen blir högre efter utbildningen på grund av det ökade humankapitalet. Det lönar sig att utbilda sig om den framtida avkastningen på utbildningen överstiger investeringskostnaden (det vill säga den förlorade arbetsinkomsten). Avvägningen om en person bör utbilda sig eller inte har därför likheter med andra investeringskalkyler. Om man utbildar sig tidigt i livet har man fler arbetsår kvar då man kan dra nytta av den högre lönen. Detta gör att det lönar sig mer att utbilda sig om man gör det tidigt i livet. En viktig skillnad mellan humankapital och fysiskt kapital (som till exempel maskiner) är att humankapital inte kan skiljas från den person som äger det. Detta gör att arbetsgivare kan bli ovilliga att investera i anställdas humankapital eftersom man inte kan kräva tillbaka kapitalet om den anställde väljer att sluta. När man diskuterar lärande under arbetslivet brukar man därför särskilja mellan företagsspecifikt humankapital som bara kan användas inom ett företag och generellt humankapital som också kan användas av andra företag.  
Den så kallade mincerekvationen (eller mincerregressionen), benämnd efter sin upphovsman Jacob Mincer, är ett sätt att statistiskt mäta humankapital genom att relatera en persons lön eller arbetsinkomst till utbildningsnivå och arbetslivserfarenhet. Dessa två aspekter brukar förklara ungefär en tredjedel av alla löneskillnader i en ekonomi.
Humankapitalets ekonomiska betydelse har länge varit känt, men medvetenheten växte först efter insikter från andra världskriget. En övertygelse om bland annat utbildningens betydelse för ett aktivt medborgarskap i demokratiska samhällen bredde ut sig.  Under de senaste åren så har dess grundstenar i innebörden förändrats från att bli allt mindre baserad på tillverkning av varor, och allt mer på produktion och behandling av data och informationsteknologi. Nya teknologier har i snabb takt skapat behov av nya kompetensområden och yrken.